# Kalanchoe brachyloba
Kalanchoe brachyloba är en fetbladsväxtart som beskrevs av Friedrich Welwitsch och Oliver. Kalanchoe brachyloba ingår i släktet Kalanchoe och familjen fetbladsväxter. Inga underarter finns listade i Catalogue of Life.